# Smilno
Smilno (in ungherese Szemelnye, in tedesco Schmielhau, in ruteno Smilno) è un comune della Slovacchia facente parte del distretto di Bardejov, nella regione di Prešov.

## Storia
Il nome del villaggio deriva dal personale slovacco Smil. Smilno è citato per la prima volta nel 1250 (Zemelnye). All'epoca apparteneva ai nobili Abay. Nel 1269 passò ai feudatari Tekuly, sotto i quali la Signoria di Smilno si espanse ai vari villaggi limitrofi. Nel 1364 passò ai Cudar che la unificarono alla Signoria di Makovica. Nel 1600 il villaggio venne ripopolato da coloni ruteni.